# Antelope (Oregon)
Antelope é uma cidade localizada no estado norte-americano do Oregon, no Condado de Wasco.
A cidade aparece no documentário Wild Wild Country produzido em 2018 e exibido pelo Netflix, onde conta a história dos Rajneeshs (seguidores de Osho). Durante um tempo Antelope foi dominada por estes e nomeada de Rajneeshpuram. Os poucos moradores da pequena cidade foram oprimidos e ameaçados pelos Rajneeshs que defendiam os ensinamentos de Osho.

## Demografia
Segundo o censo norte-americano de 2000, a sua população era de 59 habitantes. 
Em 2006, foi estimada uma população de 59, um aumento de 0 (0.0%).

## Geografia
De acordo com o United States Census Bureau tem uma área de 
1,3 km², dos quais 1,3 km² cobertos por terra e 0,0 km² cobertos por água. Antelope localiza-se a aproximadamente 809 m acima do nível do mar.

### Localidades na vizinhança
O diagrama seguinte representa as localidades num raio de 48 km ao redor de Antelope. 